# Of (district)
Of is een Turks district in de provincie Trabzon en telt 43.293 inwoners (2007). Het district heeft een oppervlakte van 177,8 km². Hoofdplaats is Of.
De bevolkingsontwikkeling van het district is weergegeven in onderstaande tabel.
| 1997   | 2000   | 2007   |
| ------ | ------ | ------ |
| 66.737 | 78.560 | 43.293 |